# Aplodactylus lophodon
Aplodactylus lophodon is een straalvinnige vissensoort uit de familie van de aplodactiliden (Aplodactylidae). De wetenschappelijke naam van de soort is voor het eerst geldig gepubliceerd in 1859 door Günther.